# E016
E016 eller Europaväg 016 är en europaväg som går mellan Zapadnoe och Astana i norra Kazakstan. Denna väg har inget samband med europavägen E16 (i Sverige, Norge och Storbritannien) trots sina likheter i vägnumret. Vägens längd är 490 kilometer.

## Sträckning
- Zapadnoe - Zjaksy - Atbasar - Astana

Vägen följer den nationella vägen M36 (nummer från Sovjetunionens tid) som går mellan Tjeljabinsk (i Ryssland nära gränsen till Europa) - Astana - Almaty.

## Anslutningar till andra europavägar
- E123 i Zapadnoe
- E125 i Astana

## Historia
Europavägnumret infördes cirka år 2000 på sträckan Esil - Atbasar - Astana, vilket några år senare ändrades så vägen väster om till Zjaksy gick till Zapadnoe. 